# Alfred Kirchner (Politiker, 1907)
Alfred Kirchner (* 6. April 1907 in Ilkendorf, Amtshauptmannschaft Meißen; † nach 1963) war ein deutscher Bergmann und Volkskammerabgeordneter der Sozialistischen Einheitspartei Deutschlands (SED).

## Leben
Kirchner war der Sohn eines Arbeiters. Nach dem Besuch der Volksschule nahm er eine Lehre zum Bergmann und späteren Steiger auf. Von 1925 bis 1931 war er im Bergbau als Fördermann und Schlepper tätig, danach als Häuer und Teifhäuer. Nach Ausbruch des Zweiten Weltkrieges 1939 wurde er zur deutschen Wehrmacht eingezogen und geriet gegen Kriegsende in sowjetische Gefangenschaft. Nach seiner Entlassung 1945 war er bis 1955 als Lehrausbilder im Bergbaukombinat Espenhain tätig, danach als Steiger. Er wohnte in Thräna.

## Politik
Kirchner trat 1927 der KPD bei und war nach der „Machtergreifung“ der Nationalsozialisten 1933 illegal politisch aktiv. Ab 1946 war er Mitglied der SED und wurde 1947 in die SED-Kreisleitung Borna gewählt. Ab 1952 war er Bezirkstagsabgeordneter der SED in Leipzig.
Von 1954 bis 1958 und von 1959 bis 1963 war Kirchner Mitglied der SED-Fraktion in der Volkskammer der DDR.

## Auszeichnungen
- Zweifacher Aktivist der sozialistischen Arbeit
- 1951 Verdienter Bergmann